# Canada WET
『canada WET』（カナダ・ウェット）は、2005年5月にキョードー東京主催によって行われたカナダのミュージシャンを集めた、ショーケース・ライブの音楽イベントである。80年代には、Bryan Adams、2002年頃からSUM41、Avril Lavigneなど多くのカナダアーティストが日本の音楽シーンを盛り上げている中、本国カナダでも話題になっているアーティスト5組が来日を果たした。

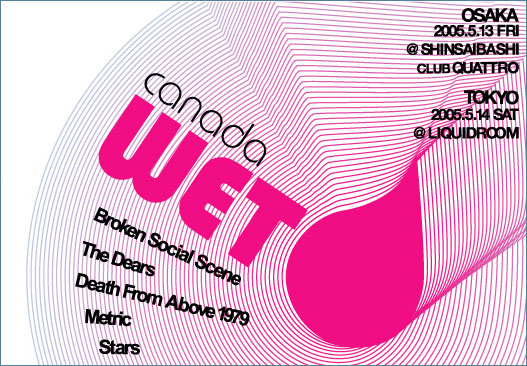
canada WET official flyer

## 会場
開催地は、5月13日に大阪・心斎橋CLUB QUATTROで、、14日に東京・恵比寿LIQUIDROOMと2日間開催された。
恵比寿LIQUIDROOMでの公演では、開演時からフロアは満員。関係者も入れない状態となり、フロア全体は1階だというのにもかかわらず揺れていた。

## 出演アーティスト
- Broken Social Scene
- Death From Above 1979
- The Dears
- STARS
- METRIC